# Paragomphus alluaudi
Paragomphus alluaudi là một loài chuồn chuồn ngô thuộc họ Gomphidae. Nó được tìm thấy ở Angola, Ethiopia, Kenya, và Tanzania. Môi trường sống tự nhiên của chúng là vùng cây bụi khô khu vực nhiệt đới hoặc cận nhiệt đới, vùng cây bụi ẩm khu vực nhiệt đới hoặc cận nhiệt đới, và sông ngòi. Nó bị đe dọa do mất môi trường sống.